# Захаров, Иван Константинович
Ива́н Константи́нович Заха́ров (1919—1947) — гвардии старший лейтенант Советской Армии, участник Великой Отечественной войны, Герой Советского Союза (1944).

## Биография
Иван Захаров родился в 1919 году в деревне Сажина. Окончил семь классов школы, учился в сельскохозяйственном техникуме. Работал в колхозе, позднее переехал в Новосибирск. В 1939 году Захаров был призван на службу в Рабоче-крестьянскую Красную Армию. С июля 1941 года — на фронтах Великой Отечественной войны. Принимал участие в боях на Калининском, Воронежском, 1-м Украинском, 1-м Белорусском фронтах, три раза был ранен. К январю 1944 года гвардии старший лейтенант Иван Захаров командовал 1-м танковым батальоном 40-й гвардейской танковой бригады, 11-го гвардейского танкового корпуса, 1-й танковой армии, 1-го Украинского фронта. Отличился во время Проскуровско-Черновицкой операции.
9 января 1944 года батальон Захаров с десантом автоматчиков на броне активно участвовал в освобождении села Комаров Винницкого района Винницкой области Украинской ССР. Захаров на своём танке первым ворвался в село, уничтожив несколько десятков солдат и офицеров противника. Ночью того же дня батальон Захарова совместно с мотострелковым батальоном отбили у противника посёлок Гнивань, который находился во вражеском тылу, что позволило перерезать дорогу Жмеринка-Винница. Продвигаясь дальше, батальон Захарова успешно захватил и оборонял переправу через Южный Буг в районе села Могилёвка Жмеринского района, уничтожив около 500 вражеских солдат и офицеров, 2 артиллерийских орудия, 11 миномётов, 12 автомашин, 17 мотоциклов, взял в плен 8 вражеских солдат, захватил обоз из 30 повозок и 4 склада.
Указом Президиума Верховного Совета СССР от 24 апреля 1944 года за «мужество, отвагу и героизм, проявленные в борьбе с немецкими захватчиками», гвардии старший лейтенант Иван Захаров был удостоен высокого звания Героя Советского Союза с вручением ордена Ленина и медали «Золотая Звезда».
После окончания войны Захаров продолжил службу в Советской Армии. Окончил военно-политическое училище, затем Высшую бронетанковую школу. 11 ноября 1947 года погиб в бою с украинскими националистическими формированиями, похоронен в Кишинёве.
Был также награждён орденами Красного Знамени, Отечественной войны 2-й степени и Красной Звезды, рядом медалей.